# Basic Life Support
Il supporto vitale di base o sostegno delle funzioni vitali, in inglese Basic Life Support (BLS), è una procedura di primo soccorso che comprende la rianimazione cardiopolmonare e una sequenza di azioni di supporto di base alle funzioni vitali. L'espressione BLS-D si riferisce al protocollo BLS con l'aggiunta dell'utilizzo del defibrillatore (DAE).

## Storia
L'International Liaison Committee on Resuscitation (ILCOR) è stato fondato nel 1992 per coordinare gli enti di rianimazione di tutto il mondo. I rappresentanti ILCOR provengono da vari paesi come Stati Uniti, Canada, Australia, Europa, Nuova Zelanda e dai continenti asiatico e africano. Nel 2000, il comitato ha pubblicato le prime linee guida per la rianimazione. Nel 2005, il comitato ha pubblicato il consensus internazionale sulla rianimazione cardiopolmonare e la Emergency Cardiovascular Care (ECC) con raccomandazioni terapeutiche.
Dal 2010, il comitato ha fornito materiali agli enti locali di rianimazione come l'European Resuscitation Council e l'American Heart Association per poter redigere le proprie linee guida.
Dal 2015, l'ILCOR ha utilizzato una nuova metodologia denominata Consensus on Science with Treatment Raccomandations (COSTR) per valutare la qualità delle ultime evidenze disponibili e per giungere a una conclusione sui migliori trattamenti disponibili nella rianimazione. Utilizzando la metodologia COSTR, ILCOR ha anche iniziato a condurre revisioni annuali e ha pubblicato aggiornamenti sulle ultime prove di rianimazione, cambiandole dalla precedente revisione quinquennale sulla rianimazione.
Le linee guida dell'ERC cambiano e si aggiornano col tempo: le ultime sono quelle del 2015, che apportano non poche modifiche alle precedenti (ricerca del punto di compressione, entità dell'insufflazione, ecc.)
Le modifiche più recenti riguardano più l'ordine che le procedure. Innanzitutto, è aumentata l'enfasi sul massaggio cardiaco precoce (quindi sulla C: Circulation), ritenuto più importante dell'ossigenazione precoce. La sequenza è passata quindi da "ABC" a "CAB"; si inizia con le 30 compressioni toraciche (che devono incominciare entro 10 secondi dal riconoscimento del blocco cardiaco), e si procede alle manovre di apertura delle vie aeree e quindi alla ventilazione. Così facendo si ritarda solo di circa 20 secondi la prima ventilazione, cosa che non influisce negativamente sulla buona riuscita della RCP. Inoltre è stata eliminata (nella valutazione della vittima) la fase GAS poiché potrebbe essere presente respiro agonizzante (gasping) che viene avvertito dal soccorritore sia come sensazione di respiro sulla pelle (Sento) sia a livello uditivo (Ascolto) ma che non provoca una ventilazione polmonare efficace poiché spasmodico, poco profondo e a bassissima frequenza. Modifiche minori riguardano la frequenza di compressioni toraciche (da circa 100/min ad almeno 100/min) e l'utilizzo della pressione cricoidea per prevenire l'insufflazione gastrica: la pressione cricoidea va evitata poiché non è efficace e può rivelarsi dannosa rendendo più difficoltoso l'inserimento di dispositivi respiratori avanzati come tubi endotracheali, ecc.

## Caratteristiche e finalità
Le procedure di BLS si possono attuare in varie situazioni, tra le quali:
- persona priva di coscienza (persona svenuta, lipotimie, sincopi)
- persona con un blocco meccanico delle vie aeree (oggetti nella gola, affogamento)
- persona sottoposta a folgorazione elettrica
- paziente in totale arresto cardiaco.

Lo scopo di tale procedura è quello di mantenere ossigenati il cervello e il muscolo cardiaco provocando, per mezzo di spinte compressive sul torace, un minimo di circolazione del sangue. Il rischio principale collegato alla mancanza di soccorso in questi casi è il danno anossico cerebrale.
Altrettanto importante è la tempestività dell'intervento: dall'inizio dell'arresto cardio-circolatorio, mediamente le probabilità di sopravvivenza diminuiscono del 7-10% ogni minuto; già dopo 9-10 minuti, in assenza di rianimazione cardiopolmonare è molto difficile se non impossibile sperare il recupero del danno anossico cerebrale definitivo (i primi gravi danni al cervello si riscontrano dopo già 4 minuti di mancanza di ossigeno).

## Le fasi del soccorso
La sopravvivenza è strettamente dipendente dalla realizzazione ordinata di una serie di interventi; la metafora della "catena" sta a simboleggiare da un lato l'importanza della sequenza, e il fatto che se una delle fasi di soccorso è mancante, le possibilità di sopravvivenza sono ridottissime. La catena è formata da quattro anelli, che sono nell'ordine:
1. Accesso precoce al sistema di emergenza (chiamata di emergenza).
2. Inizio precoce delle procedure di BLS.
3. Defibrillazione precoce.
4. Inizio precoce del trattamento intensivo sanitario.

## Addestramento

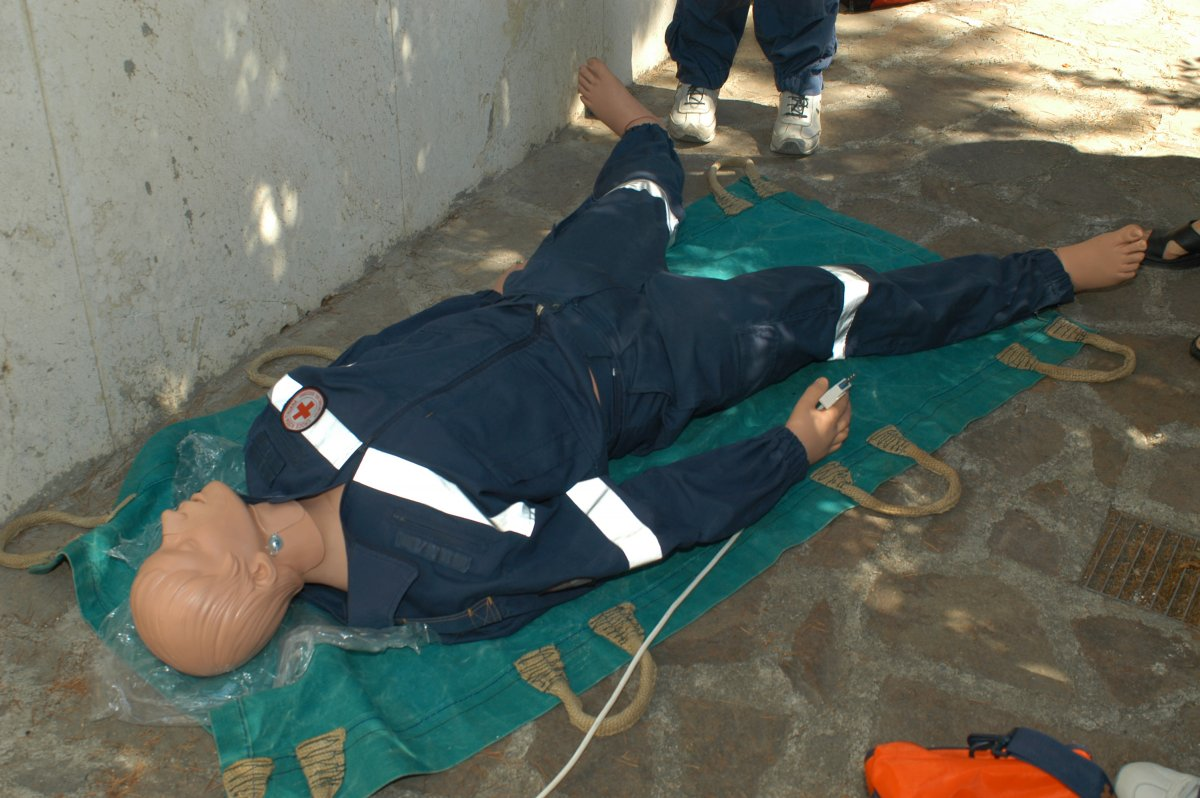
Un manichino usato durante le prove del BLS.

Ogni manovra a scopo didattico deve essere effettuata esclusivamente su apposito e idoneo manichino, dal momento che le manovre di BLS sono estremamente invasive e non possono essere praticate se non in caso di assoluta necessità. Non è raro che una manovra di BLS provochi la frattura di una o più costole. Per questo motivo si utilizza un attrezzo didattico che riproduce il corpo umano ed è in alcuni casi attrezzato con una serie di sensori per aiutare a valutare ed eventualmente correggere le manovre svolte dal soccorritore.
Nello specifico segnaliamo che il manichino più diffuso per tali situazioni è il Resusci-Anne, che rappresenta il corpo di una donna di media corporatura (la scelta del sesso è dovuta al fatto che la presenza del seno complica leggermente la manovra di compressione); generalmente comunque tutti i manichini hanno un grosso stantuffo interno che simula la resistenza alla compressione media di un torace umano; un canale aereo che collega la bocca al torace, in modo che una corretta insufflazione faccia alzare il livello del petto; il collo e la mandibola snodabili per poter simulare l'iperestensione; una pompetta a tubo che permetta all'esaminatore di simulare la presenza di polso carotideo.
Tra i pochi simulatori interattivi reperibili in rete, utilissimi per esercitarsi nel BLS/BLSD, spicca Lifesaver (https://life-saver.org.uk/), dove 4 realistici filmati (3 Arresti Cardio-polmonari, con e senza uso del DAE, e 1 Ostruzione delle Vie Aeree) ricreano anche l'atmosfera psicologica in cui si vengono a trovare i soccorritori occasionali. L'estensione Google Traduttore permette di tradurre in italiano i quesiti, con una valutazione finale delle risposte in base a correttezza e rapidità.

## Procedure
La procedura descritta si basa sulle linee guida dell'European Resuscitation Council, ed è pensata per essere eseguita da chiunque (anche personale non sanitario). Per questo non richiede capacità mediche né l'utilizzo di particolari attrezzature. Per questo è definito "BLS laico". La procedura che prevede l'utilizzo di presidi (pallone Ambu, cannula faringea, ecc.) è invece pensata per il personale medico-infermieristico e per i soccorritori certificati ed abilitati.

### Valutazione della scena
All'arrivo sulla scena, prima di effettuare qualsiasi azione sul soggetto, il soccorritore deve accertarsi che la zona in cui agisce sia priva di pericoli che potrebbero pregiudicare la salute del soccorritore e dell'assistito. Per esempio, è necessario prestare la massima attenzione nell'accertarsi che il soggetto non sia a contatto con parti sotto tensione, che non vi siano odori di gas o liquidi dannosi, che non siano presenti cavi elettrici sotto tensione; un altro fattore da tener presente è, d'inverno, la possibile fuoriuscita di monossido di carbonio da caldaie o stufe malfunzionanti.
Nel caso in cui la zona non sia sicura è necessario avvertire le autorità competenti, ad esempio i Vigili del fuoco.
Se la zona è sicura, allora è possibile procedere con le manovre del BLS.
Nel caso in cui si debba obbligatoriamente intervenire (non c'è possibilità di chiamare soccorsi oppure si è preposti a questa funzione: es. assistente bagnanti, personale medico, ecc.) bisogna sapere che il BLS avrà due procedimenti leggermente diversi a seconda che si tratti di malore (o annegamento) o specificamente di trauma; perciò va detto che quando non si ha la possibilità di valutare con certezza la causa dell'evento bisogna agire considerando l'infortunato vittima di "sospetto trauma", operando appunto come se il trauma fosse realmente avvenuto.

### Valutazione dello stato di coscienza
Il soccorritore che ha valutato che il luogo in cui si trova e in cui deve operare è sicuro, incomincia la valutazione dello stato di coscienza, che deve avvenire sfruttando tutti i cinque sensi.
Posti di fronte al corpo steso, per evitare movimenti del collo dell'infortunato, la persona deve essere scossa leggermente per le spalle e chiamata ad alta voce (in Italia una delle frasi più utilizzate a tale scopo è "Signore/a, mi sente?"). Si noti che il solo stimolo vocale può a volte risultare inutile, ad esempio in caso di persone sorde.
Se il paziente non reagisce, viene definito incosciente e bisogna cercare aiuto chiamando soccorsi qualificati, ad esempio attraverso i numeri telefonici per le emergenze mediche (911 negli Stati Uniti d'America, 112 nella maggior parte dei paesi dell'Unione europea, 144 in Svizzera), dichiarando che la persona è in stato di incoscienza.
Nel caso in cui il paziente sia cosciente, può essere comunque richiesto l'invio di personale sanitario per prendersi cura della persona.

### ABC
La successiva fase del BLS consiste in una procedura che viene denominata ABC, dalle iniziali delle parole inglesi Airway, Breathing, Circulation. Il soccorritore deve porre la persona su un piano rigido (generalmente per terra) con gli arti e la testa allineati in posizione supina (pancia in alto) e con il torace scoperto. Nel fare ciò si deve tenere presente che l'infortunato può aver subito un trauma e presentare lesioni al rachide cervicale.

#### A:Airways
Il pericolo che corre una persona incosciente è l'ostruzione delle vie aeree: anche la stessa lingua può cadere all'indietro e impedire la respirazione, a causa della perdita di tonicità della muscolatura.
Si procede al controllo del cavo orale tramite la "manovra a borsellino" che si effettua ruotando l'indice e il pollice sulla bocca del paziente, come se si dovesse aprire un portamonete.
Se sono presenti oggetti che ostruiscono le vie respiratorie si può provare a rimuoverli, non introducendo mai le dita in bocca all'infortunato e facendo attenzione a non spingere il corpo estraneo ancora più in profondità. Se è presente acqua o altro liquido bisognerà inclinare lateralmente la testa dell'infortunato per permettere al liquido di fuoriuscire; se c'è il sospetto di un trauma del rachide cervicale, bisognerà ruotare su un fianco l'infortunato, in modo da non muovere il collo.
Una volta verificata la pervietà delle vie aeree si effettua l'iperestensione della testa, proprio per evitare un auto-soffocamento con la lingua (questa manovra va fatta successivamente all'ispezione orale per non spingere ancora più in basso eventuali corpi estranei presenti all'interno). Per effettuare la manovra dell'iperestensione, vanno poste una mano sulla fronte, per portare indietro la testa, e due dita sotto il mento, per sollevarlo. La manovra di iperestensione non dovrà essere violenta né brusca (il collo è molto delicato) ma dovrà comunque essere efficace.
Sempre per questa ragione, nel caso vi sia un trauma cervicale anche solo sospetto, l'iperestensione dovrà essere sempre evitata insieme con tutti gli altri movimenti del paziente: solo se dovesse rendersi assolutamente necessaria (in caso ad esempio di un paziente in arresto respiratorio), la manovra dovrà essere solo parziale.

#### B:Breathing

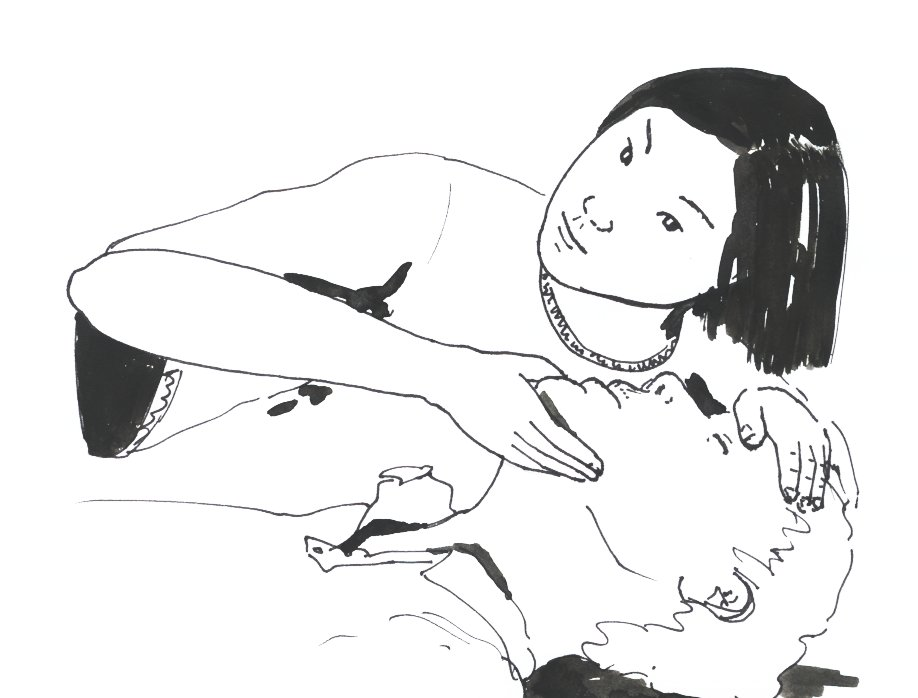
La fase GAS.

È necessario controllare se l'infortunato respira. La posizione ideale per farlo è accostare la propria guancia alla sua bocca (a circa 3–5 cm), avendo preventivamente scoperto il torace dagli abiti, osservandone il torace. Questa manovra è detta "GAS" che sta per Guardo, Ascolto, Sento:
- Guardare il movimento del torace
- Ascoltare il respiro
- Sentire il flusso d'aria sulla guancia

Questa osservazione deve essere effettuata per 10 secondi, contando ad alta voce, mantenendo la testa del paziente iperestesa nel caso si sia certi dell'assenza di un trauma; nel trauma è necessario mantenere la posizione neutra del capo e mantenere le vie aeree pervie tramite sublussazione della mandibola, per evitare lesioni al rachide cervicale.
È necessario fare attenzione a non confondere con la respirazione normale ansimi e gorgoglii emessi in caso di arresto respiratorio.

#### C:Circulation
Il soccorritore valuta se sono presenti elementi che manifestino la presenza di circolazione sanguigna: è possibile la ricerca del polso arterioso, preferibilmente carotideo, giacché permette la percezione di battito cardiaco anche a una pressione arteriosa sistolica (massima) di 50 mmHg, mentre il polso radiale e femorale non permettono di reperire battito con pressione arteriosa sistolica inferiore a 80 mmHg. La ricerca di segni di circolo non deve in nessun modo ritardare le operazioni di soccorso, per cui in caso di dubbio, si assume che l'attività cardiaca sia assente.
Poiché non è facile cercare il polso carotideo soprattutto se non si è esperti, la presenza di segni MO.TO.RE. (MOvimenti, TOsse, REspiro) è una prova certa che il cuore sta battendo, anche quando il polso carotideo non è apprezzabile.

### La posizione laterale di sicurezza (PLS)

Posizione laterale di sicurezza

Se la respirazione è presente, ma il paziente è in stato di incoscienza e non si suppone un trauma, esso va posizionato in posizione laterale di sicurezza.
La posizione laterale di sicurezza permette di evitare il rischio di soffocamento per ostruzione delle vie respiratorie a causa della lingua o del vomito che può avvenire se la persona è supina e priva di coscienza.

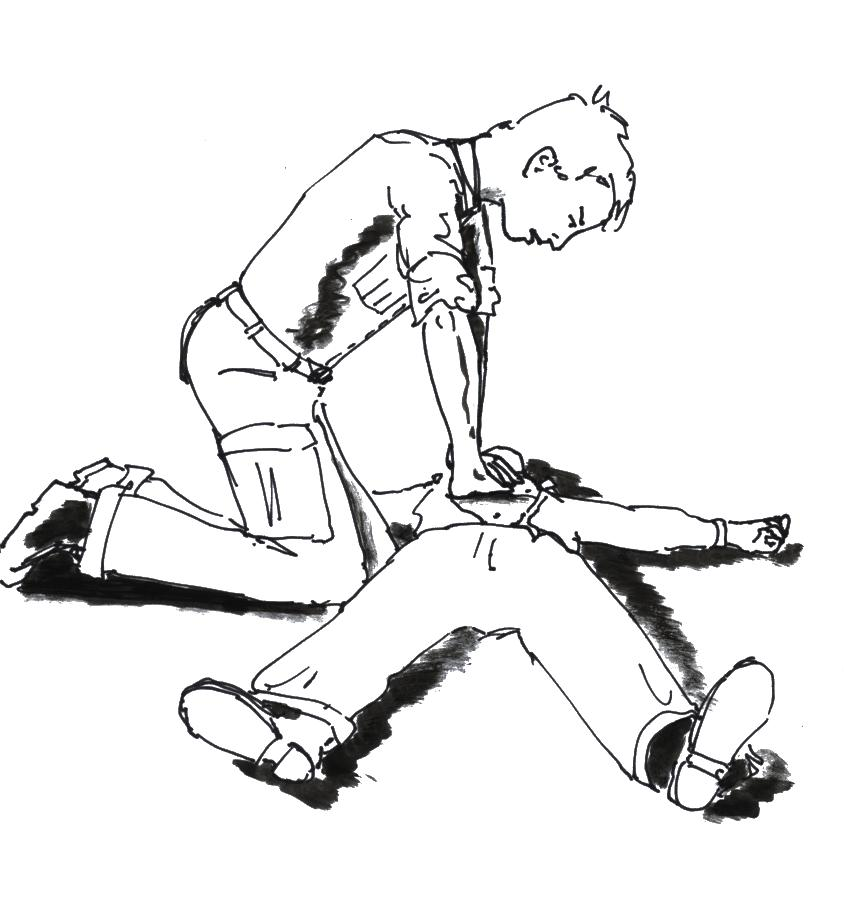
Massaggio cardiaco.

### Rianimazione cardio-polmonare
La procedura della rianimazione cardio-polmonare, o "massaggio cardiaco", va effettuata in caso di assenza di coscienza e respiro subito dopo aver chiamato i soccorsi.
La RCP si effettua con una frequenza di almeno 100 compressioni al minuto, senza eccedere le 120, dove le compressioni toraci negli adulti devono avere una profondità a 5–6 cm e nel pediatrico di 1/3 della profondità del torace.
Il rapporto tra compressioni toraciche e insufflazioni respiratorie negli adulti è di 30 a 2.

## La defibrillazione
Il BLS-"D" (Basic Life Support and Defibrillation), adulto e pediatrico, comporta anche l'uso del defibrillatore. Infatti la rianimazione cardio-polmonare ha come scopo principale quello di ripristinare un flusso parziale di sangue ossigenato verso cervello e cuore.
La somministrazione di una scarica elettrica al cuore del soggetto, definita defibrillazione, è solitamente necessaria per ripristinare un ritmo cardiaco efficace o sano.
Il soccorritore, praticando la rianimazione cardio polmonare, può utilizzare il defibrillatore semiautomatico (DAE), con modalità diverse se il paziente è adulto o pediatrico.
In Italia, in base al DM 18 marzo 2011, è richiesto un "attestato di formazione all'uso del defibrillatore semiautomatico" sia per personale sanitario che non sanitario, previo un corso di formazione certificazione definito dalle Regioni e dalle Province autonome. La giurisprudenza ha stabilito che in caso di estrema urgenza "l’impiego di un defibrillatore esterno semiautomatico da parte di persona estranea al settore sanitario (personale laico non addestrato) non costituisce reato". Il 30 luglio 2019 è stato approvato alla Camera il "testo unificato A.C. 181 ed abb.", recante "Disposizioni in materia di utilizzo dei defibrillatori semiautomatici e automatici in ambiente extraospedaliero", un provvedimento che sarebbe diretto a favorire e a disciplinare la dotazione e l'utilizzo dei defibrillatori anche da parte di soggetti non specificamente formati, in quanto i DAE oggi in commercio sono progettati in modo tale da consentirne l’uso a tutti escludendo la possibilità di fare danni; a marzo 2020 la legge era ancora in attesa di valutazione dal Senato.

## Nei bambini: PBLS
Il BLS in età pediatrica (Paediatric Basic Life Support, o PBLS) si differenzia in base all'età e al peso del bambino. Per quanto riguarda i neonati la procedura è diversa, a seconda se questi ha meno di 27 giorni di vita (lattante), o da 1 mese a 12 mesi (infante).

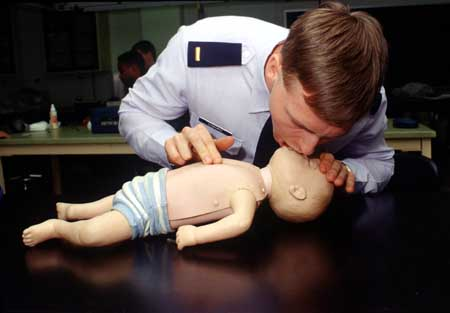
Un BLS applicato a un neonato-manichino.

Si comincia con 5 insufflazioni, prima di procedere al massaggio cardiaco che ha un rapporto fra compressioni e insufflazioni di 15:2. A seconda della corpulenza del bambino, si potranno effettuare compressioni con un arto solo, una mano, o anche soltanto due dita (indice e medio al livello del processo xifoideo nei neonati).
Per bambini da 12 mesi a 8 anni esistono differenze che tengono conto della minore capacità polmonare dei bambini e del loro ritmo di respirazione più veloce. Inoltre, è necessario ricordare che le compressioni devono essere meno profonde di quanto sia necessario negli adulti. Il metodo per il BLS nei bambini maggiori di 25 kg di peso o di 8 anni è identico al BLS-D Adulto.

## Il "Combat Life Support"

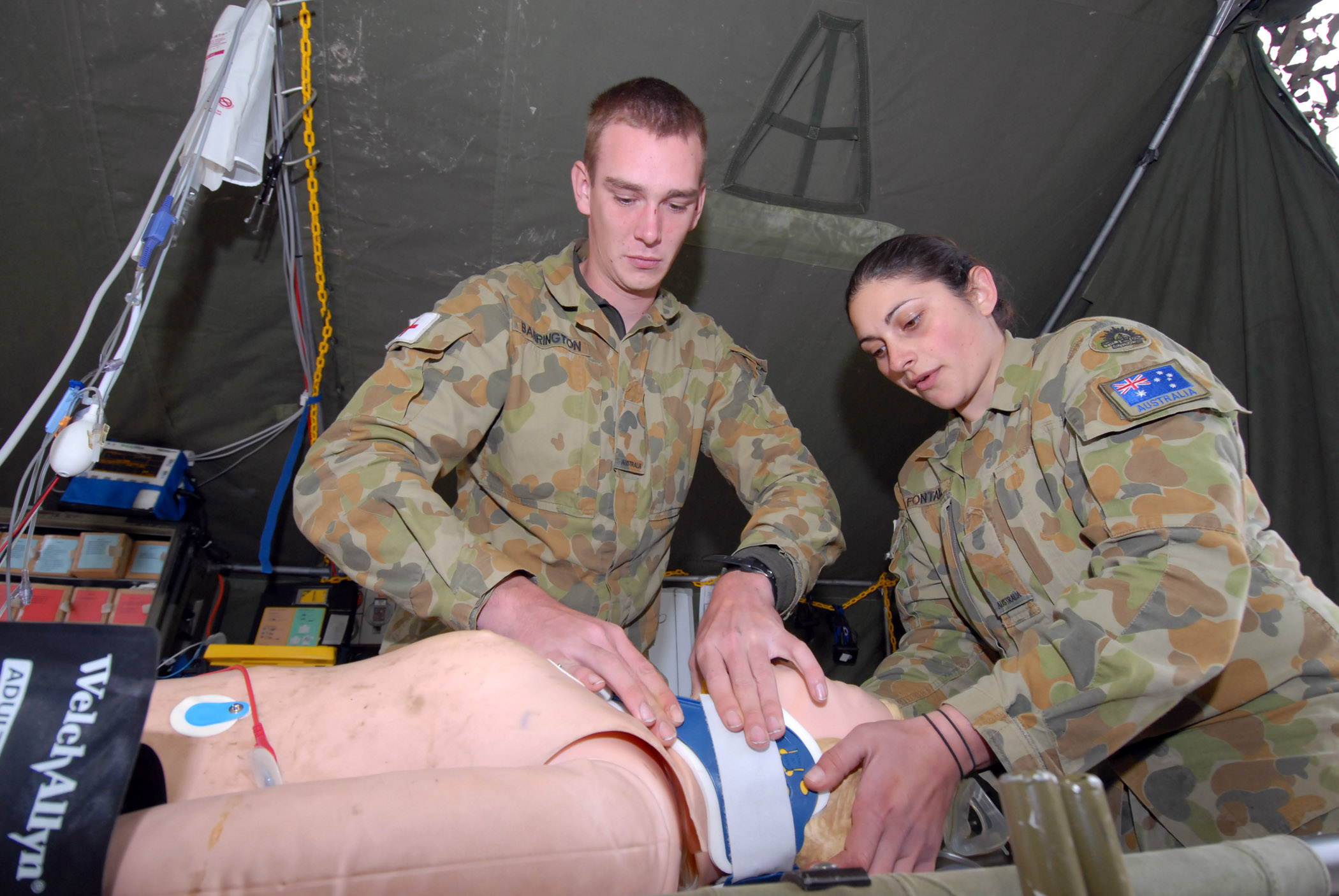
Combat medics australiani in esercitazione

Il corso Combat Life Support, è destinato ai militari, per fornire loro le tecniche di primo soccorso nell'ottica di intervento sul ferito il più precocemente possibile, almeno quando la situazione tattica lo permette, per evitare il peggioramento delle sue condizioni in attesa dell'intervento di personale sanitario più qualificato. Per essere ammessi occorre aver già superato il corso Basic Life Support.
Per le forze armate italiane si tiene alla Scuola militare di sanità e veterinaria di Roma, per tre/quattro settimane e garantisce, tra l'altro, una sorta di veste legale per operare nell'ambito del primo soccorso, anche se con significative limitazioni. Al termine si ottiene la qualifica di soccorritore militare.

## Nella cultura di massa
Il cinema e la televisione hanno spesso presentato la rianimazione cardiopolmonare o uno dei successivi anelli della catena del soccorso come qualcosa di miracoloso, magari in grado di rimettere in piedi un paziente colpito da arresto cardiaco. Lo scopo della manovra è quello di garantire un minimo di ossigenazione agli organi vitali, prevenendo i danni da anossia cerebrale (mancanza di ossigenazione alle cellule del cervello). Nei rari casi in cui le funzioni vitali riprendono durante la manovra, spesso non si era in presenza di un reale arresto cardiocircolatorio.
Inoltre occorre essere preparati alle diverse eventualità che generalmente si verificano in tali circostanze e non sono riproducibili durante un'esercitazione, quali il vomito, emorragie, rottura di una o più coste della gabbia toracica, tensione nervosa, affollamento e presenza di curiosi.